# Pietrosella
Pietrosella (en cors Pitrusedda) és un municipi francès, situat a la regió de Còrsega, al departament de Còrsega del Sud. L'any 1999 tenia 1.028 habitants.

## Demografia
| 1962 | 1968 | 1975 | 1982 | 1990 | 1999 |
| ---- | ---- | ---- | ---- | ---- | ---- |
| 101  | 118  | 350  | 738  | 864  | 1028 |

## Administració
| Període | Identitat              | Partit | Qualitat |
| ------- | ---------------------- | ------ | -------- |
| 2001-   | Jean-Baptiste Luccioni |        |          |